# Вълк (филм, 1994)
„Вълк“ (на английски: Wolf) е американски романтичен филм на ужасите от 1994 г. на режисьора Майк Никълс, а сценарият е на Джим Харисън и Уесли Стрик. Музиката е композиранат от Енио Мориконе, а оператор е Джузепе Ротуно. Във филма участват Джак Никълсън, Мишел Пфайфър, Джеймс Спейдър, Кейт Нелиган, Ричард Дженкинс, Кристофър Плъмър, Айлийн Аткинс, Дейвид Хайд Пиърс и Ом Пури.